# Wiseppe
Wiseppe é uma comuna francesa na região administrativa de Grande Leste, no departamento de Meuse. Estende-se por uma área de 5,69 km². Em 2010 a comuna tinha 93 habitantes (densidade: 16,3 hab./km²).